# Bathyphantes latescens
Bathyphantes latescens là một loài nhện trong họ Linyphiidae.
Loài này thuộc chi Bathyphantes. Bathyphantes latescens được Ralph Vary Chamberlin miêu tả năm 1919.